# Jean-Jacques Delbo
Jean-Jacques Delbo (* 10. Januar 1909 in Paris; † 20. Mai 1996 in Nizza) war ein französischer Schauspieler.

## Leben
Jean-Jacques Delbo gab seine Filmpremiere als Jean Delbonnel in dem 1936 von Pierre Boyer inszenierten Kurzfilm Vie à crédit. 1955 spielte er in einer Nebenrolle den „General Nicolas Beker“ in Napoleon von Sacha Guitry mit Raymond Pellegrin, Daniel Gélin und Michèle Morgan in den Hauptrollen. In dem 1958 erschienenen Science-Fiction-Film La morte viene dallo spazio von Paolo Heusch war er neben Paul Hubschmid, Fiorella Mari und Madeleine Fischer der „Sergej Boetnikow“. In den 1950er und 1960er Jahren spielte er zudem in einigen deutschen Filmproduktionen wie 1959 in der Literaturverfilmung Menschen im Hotel von Gottfried Reinhardt mit O. W. Fischer, Michèle Morgan und Heinz Rühmann den ersten Portier.
1960 war er der Diener von Wolfgang Preiss unter der Regie von Fritz Lang in dem Dr.-Mabuse-Film Die 1000 Augen des Dr. Mabuse an der Seite von Dawn Addams, Peter van Eyck und Gert Fröbe. Ebenfalls 1960 erschien der Kriegsfilm Division Brandenburg von Harald Philipp, in der neben den Hauptdarstellern Wolfgang Reichmann, Peter Neusser und Klaus Kindler einen britischen Geheimdienstoffizier spielte. Im Agentenfilm Die Blonde von Peking (1967) von Nicolas Gessner mit Mireille Darc, Claudio Brook und Giorgia Moll spielt Delbo den „Olsen“.
1971 stellte er in der Filmkomödie Balduin, der Sonntagsfahrer von Serge Korber mit Louis de Funès, Geraldine Chaplin und Olivier de Funès einen Segler dar. Neben seinen Filmrollen spielte er zudem in zahlreichen Theaterstücken mit.

## Filmografie (Auswahl)
- 1936: Vie à crédit
- 1946: Der blinde Engel (La foire aux chimères)
- 1947: In Teufels Krallen (Copie conforme)
- 1947: Alarm in San Juano^(Cargaison clandestine)
- 1953: Wenn Lola nicht gesungen hätte (Leur dernière nuit)
- 1954: Versailles – Könige und Frauen (Si Versailles m'était conté)
- 1954: Whisky, Dynamit und Teufelsweiber (La soupe à la grimace)
- 1955: Napoleon (Napoléon)
- 1955: Block 3 antwortet nicht (Pas de coup dur pour Johnny)
- 1955: Wie verlorene Hunde (Chiens perdus sans collier)
- 1958: … denn keiner ist ohne Sünde (Filles de nuit)
- 1958: La morte viene dallo spazio
- 1959: Ferien für den Musterknaben (Le grand chef)
- 1959: Menschen im Hotel
- 1960: Die 1000 Augen des Dr. Mabuse
- 1960: Division Brandenburg
- 1961: Der Graf von Monte Christo (Le comte de Monte Cristo)
- 1961: Die Rache der Wikinger (Gli invasori)
- 1962: Der junge General (La Fayette)
- 1963: Lautlos wie die Nacht (Mélodie en sous-sol)
- 1963: Schlüssel zum siebten Himmel (L'attico)
- 1963: Rasthaus des Teufels (Chair de poule)
- 1965: Und die Wälder werden schweigen (Le chant du monde)
- 1967: Die Blonde von Peking (La blonde de Pékin)
- 1968: Die Platinbande (The Biggest Bundle of Them All)
- 1971: Balduin, der Sonntagsfahrer (Sur un arbre perché)
- 1971: Neun im Fadenkreuz (Sans mobile apparent)